# Dyeus
Dyeus (*dyéus phater; IPA: ['djɛ:us 'patɛr]; spreek uit: 'djè-oes 'pa-tèr; 'hemelvader') is de hypothetische oppergod en hemelvader in de Proto-Indo-Europese religie die bestaan zou hebben rond het vierde millennium v.Chr. Hij is sinds de negentiende eeuw gereconstrueerd door filologen en mythologen op basis van vergelijkend taalkundig en mythologisch onderzoek naar de diverse Indo-Europese talen en tradities. Dat Indo-Europeanen vermoedelijk in een hemelvader geloofd hebben, wordt onderbouwd door het karakter van het gereconstrueerde pantheon, de Indo-Europese woordenschat, de vele hemelgoden in geboekstaafde tradities, en de kenmerken daarvan.
Dyeus was in de ogen van de Indo-Europeanen de vergoddelijkte hemel en keek als zodanig op de wereld neer. Zodoende werd hij waarschijnlijk als alwetend en alziend beschouwd, en per implicatie zag hij mogelijk toe op de morele orde. Hij heerste over de dag, maar niet over de nacht. Wellicht werd hij in de mythologie voorgesteld als de hemelvader die zich verenigde met de aardgodin, waaruit het leven voortkwam. Zijn titel is dan ook vader, en diverse goden worden tot zijn kinderen gerekend. Zijn natuur maakt hem echter een abstracte godheid, waardoor hij diverse karakteristieken heeft ontwikkeld in diverse religies. Soms is zijn associatie met de zon sterk gegroeid, soms ook heeft hij de eigenschappen van de Indo-Europese dondergod overgenomen, en soms is hij geheel naar de achtergrond verdrongen van de mythologie.
Onderzoek heeft onvoldoende duidelijk gemaakt hoe het Indo-Europese materiaal zich verhoudt ten opzichte van omringende, niet-Indo-Europese culturen. Zo kenden ook niet-Indo-Europese culturen een vergoddelijkte hemel. Ook is onduidelijk of er sprake is van een zuiver Proto-Indo-Europese oorsprong, of van een latere ontwikkeling binnen bijvoorbeeld enkele takken van de taalfamilie, of van (zeer vroege) ontlening van naburige culturen. De hemel als godheid komt wereldwijd in veel religies voor. Enerzijds sluit dat latere, onafhankelijke ontwikkelingen niet uit, maar anderzijds gebruikt men dit feit als argument voor de stelling dat Indo-Europeanen hem dan vermoedelijk ook gekend hebben.

## Indo-Europese studies
Sinds de zestiende eeuw zijn overeenkomsten opgemerkt tussen Indo-Europese talen, zoals het vroeg gedocumenteerde Sanskriet, Oudperzisch, Grieks en het Latijn. Echt onderzoek naar taalverwantschap volgde in de vroege negentiende eeuw. Indo-Europees werd voor het eerst gebruikt als aanduidingen voor de taalfamilie in 1813. Sindsdien is door vergelijkend, historisch-taalkundig onderzoek de verwantschap tussen bijvoorbeeld Baltische, Slavische en Indo-Iraanse talen vastgesteld, en is het hypothetische Proto-Indo-Europees gereconstrueerd.

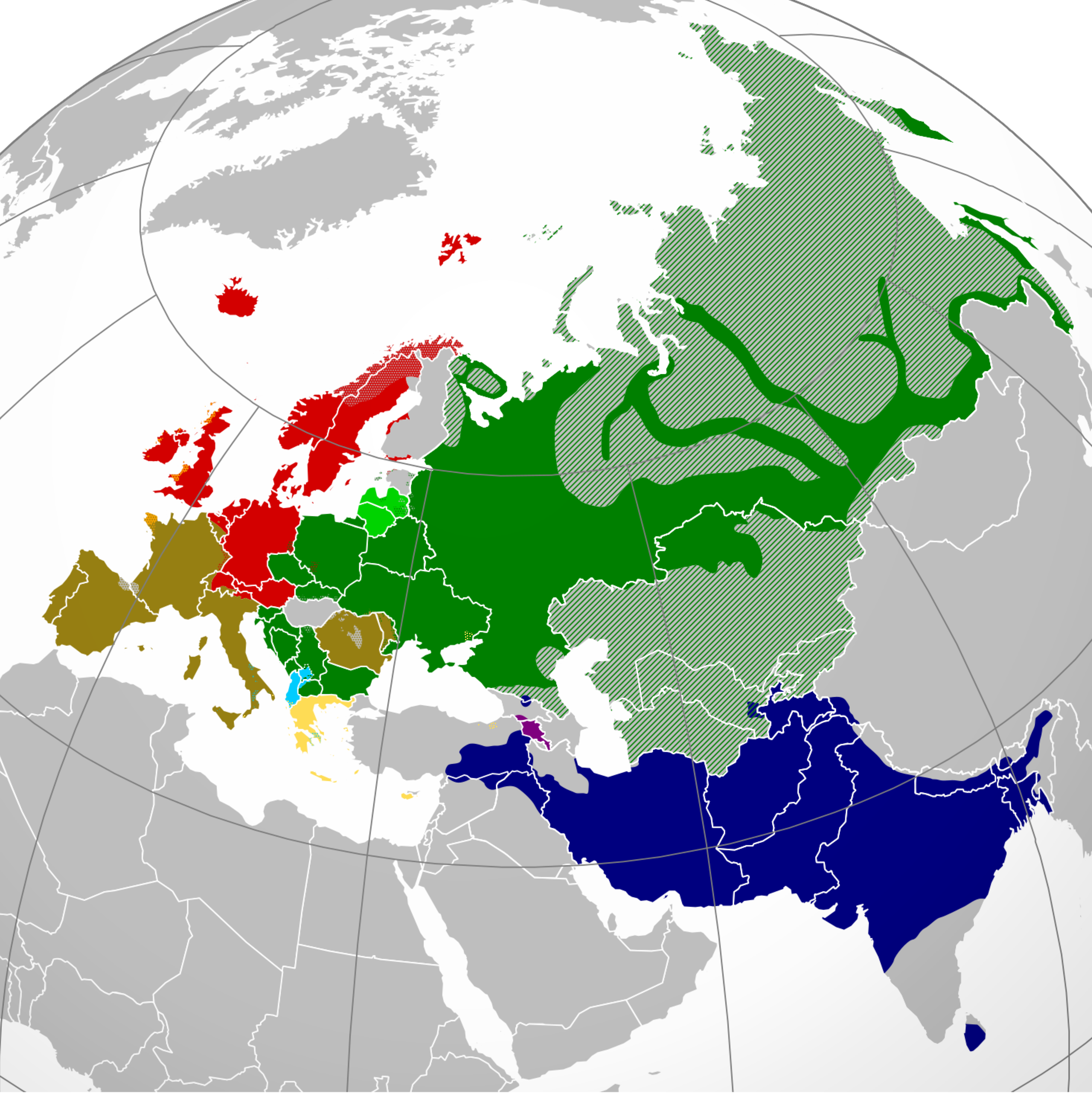
De moderne spreiding van Indo-Europese talen.

Een taal veronderstelt een taalgemeenschap. Die gemeenschap had een bepaald intellectueel erfgoed, waaronder religie. Taalkundig onderzoek is echter eenvoudiger dan mythologisch onderzoek, omdat taalverandering regelmatiger is dan mythologische en religieuze verandering. Zo is in het oud-Griekse pantheon alleen Zeus duidelijk Indo-Europees in functie en naam. Verder is een enkele parallel tussen bijvoorbeeld een Griekse en een Indiase mythe onvoldoende om een Indo-Europese oorsprong aan te nemen. Culturen kunnen bijvoorbeeld goden en mythen van elkaar overnemen (horizontale transmissie). Reconstructies zijn beter indien ze gebaseerd zijn op materiaal uit veel verschillende gebieden, bijvoorbeeld Scandinavië tot en met India. Die spreiding lijkt op te gaan voor de Indo-Europese dondergod.
Mythologisch onderzoek begon in de negentiende eeuw. Folkloristen en taalkundigen, zoals Jacob Grimm en Hermann Hirt, zagen verwantschap tussen geattesteerde goden in het Indo-Europese cultuurgebied. Onder invloed van de evolutietheorie veronderstelden godsdiensthistorici, zoals James Frazer, aan het begin van de twintigste eeuw dat religie zich van primitief naar abstract had ontwikkeld, een vorm van culturele evolutie die bekendstaat als unilineaire of eenlijnige evolutie. Zo zouden oeroude goden enkel metaforen zijn voor natuurfenomenen in een animistische context. Dyeus representeert dan de hemel. Leopold von Schroeder stelde een middenweg voor. Volgens hem kenden de Indo-Europeanen een triade: de hoogste god (geloof in een opperste geest), de natuurgod (aanbidding van de natuur) en de zielsgod (geloof in de ziel, voorouders etc.). Volgens dit schema gold Dyeus als het hoogste principe. Georges Dumézil suggereerde met zijn onderzoeken niettemin een oude maar goed ontwikkelde, Indo-Europese religie. Voor hem en anderen gold de religie als een afspiegeling van een triadische sociale structuur: de priesterklasse, krijgersklasse en boerenklasse. De hemelgod zou passen bij de priesterklasse.
Veel theorieën zijn achterhaald. Het probleem bij Dumézils triadische indeling is onder andere dat de gereconstrueerde goden zoals de Hemelvader, Zon en Dageraad niet goed in de categorieën passen. Daarnaast is er meer aandacht voor de structuur van mythen rondom goden en helden, en voor de verschillende, soms genuanceerde functies daarvan. Het taalkundige onderzoek staat verder door onder andere de ontcijfering van het Tochaars en Anatolische talen zoals het Hettitisch, twee aparte, uitgestorven takken van de taalfamilie. De laatste tak heeft nieuwe informatie opgeleverd voor de reconstructie van Dyeus.

## Indo-Europese hemelvaders

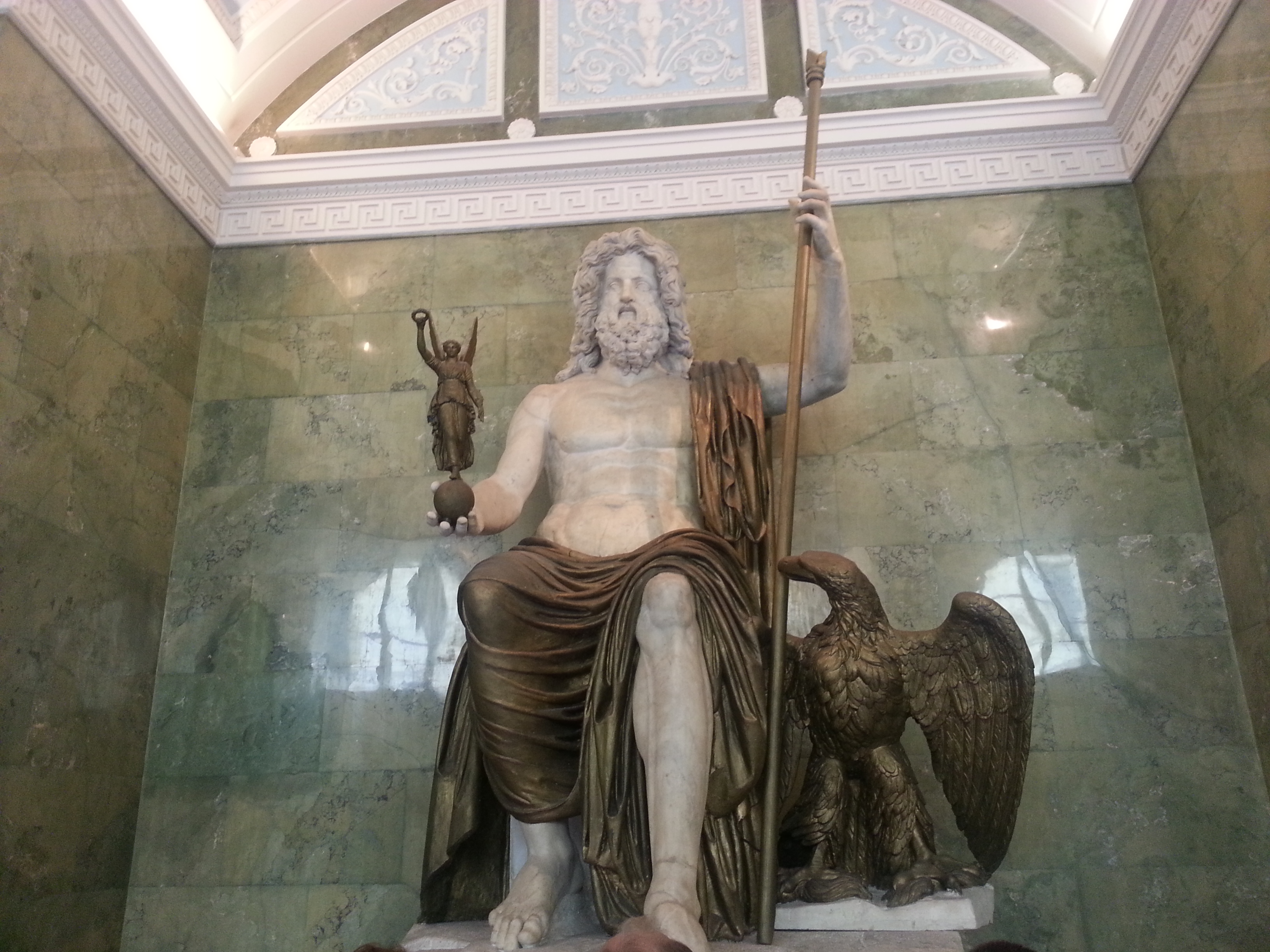
Zeus is de Griekse afspiegeling van de Indo-Europese hemelvader. In de Griekse godsdienst nam hij eigenschappen van Ouranos en de Indo-Europese dondergod over.

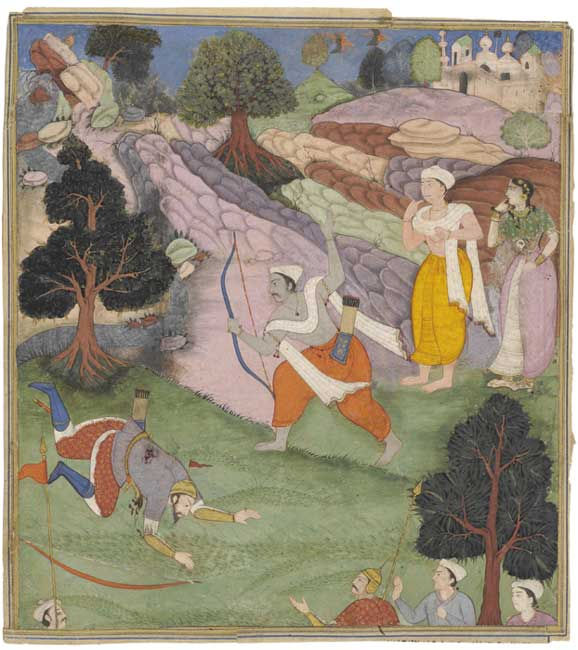
Een Indiase schildering die de held Bhisma laat zien. Hij is waarschijnlijk de vermenselijkte afspiegeling van Dyaus.

Naast de dondergod Perkwunos is Dyeus voor indo-europeanisten een zekere reconstructie van het Proto-Indo-Europese pantheon. Dat er een vereerd moet zijn geweest, wordt vermoed door de aanwezigheid van hemelvaders in veel takken van de Indo-Europese taalfamilie. Indo-Europeanisten nemen aan dat de distributie qua tijd en plaats dusdanig is, dat de kans op overname uit naburige culturen (horizontale verbreiding) nihil is. De volgende, latere Indo-Europese hemelvaders zijn gekend, en gelden als representaties van Dyeus.
| Indo-Europese tak | Goden |
| ----------------- | --- |
| Albanees          | Perëndi (verwantschap onzeker) |
| Anatolisch        | Hettitisch: attaš Sius; Luwisch: tatiš Tiwaz; Palaïsch: Tiyaz papaz |
| Baltisch          | Litouws: Diēvas; Lets: Dievs |
| Bythinisch        | Papías, Pappṓos (verwantschap mogelijk) |
| Germaans          | West-Germaans: Wodan; Noords: Odin (bij beiden is verwantschap onzeker) |
| Grieks            | Zeus páter (genitief Diwós); Myceens: diwe |
| Iers              | Dagdae (Oll-athair) |
| Illyrisch         | Deipaturos; Messapisch: Zis |
| Indiaas           | Dyáus pitá; Bhisma |
| Italisch          | Latijn: Jupiter/Jove (Dius piter; Oudlatijn: Diovis); Marrucinisch: Ioves patres; Oskisch: Diúvéi/Dípatír; Oskisch-Umbrisch: Dipoteres (genitivus); Umbrisch: Iupater/Iuve patre |
| Oudrussisch       | Stribogu (verwantschap onzeker) |
| Scythisch         | Papaios (verwantschap mogelijk) |

## Analyse
Binnen Indo-Europese studies is Dyeus de gebruikelijke naam voor de hemelvader. *Dyéus phater kan worden vertaald als 'hemelvader' of als 'godvader'. In het Proto-Indo-Europees zijn woorden voor 'dag', 'hemel' en 'god' namelijk verwant. Op de reconstructie *dyeus phater bestaan (kleine) variaties. De Encyclopedia of Indo-European geeft di̯ḗus pḥatér. De [i̯] is gelijk aan de Nederlandse j en Engelse y; [ḗ] is een gerekte en klemtoondragende [e]; ha is een niet nader te reconstrueren laryngaal die de erop volgende [e] in [a] veranderde. De Russische taalkundigen T.V. Gamkrelidze en V.V. Ivanov geven *tyeu(s)-phḤther-. De superscript h duidt op aspiratie; H is een niet te reconstrueren laryngaal. P. Jackson *di̯ḗṷs ph2tḗr. De h2 is een niet te reconstrueren laryngaal die de erop volgende [e] in [a] veranderde. Het Indogermanisches Etymologisches Wörterbuch geeft di̯ēus-pətēr, waarbij [ə] een sjwa is.
Het Proto-Indo-Europese woord voor 'heldere hemel' en de lucht bij daglicht is *diw- of *die-. Hieruit ontstonden woorden voor 'dag' (zelf cognaat), 'schijnen' en 'god' binnen diverse dialecten van de proto-taal. Vandaar bijvoorbeeld het Oudierse dia 'dag', Latijnse dies 'dag', Armeens tiw 'dag' en Hettitische siwat 'dag'. In het Middel-Indo-Europees ontstond uit *die(w)- het woord *deiwós, 'god', letterlijk 'hemelse' of 'oplichtende'. Vandaar onder meer het Vedische deva, Frygische devos, Latijnse deus en Proto-Germaanse *tiwaz, bewaard in de naam Tyr. De wortel *die(w)- kreeg de verlenging -u-, met verzwakking van de [i]. De ontstane stam *dyeu- verwees naar de vergoddelijkte heldere hemel. De Indo-Europese naamvalsvormen waren wellicht als volgt:
| Naamval     | Middel-Indo-Europees | Oudindisch      | Oudgrieks             |
| ----------- | -------------------- | --------------- | --------------------- |
| Nominativus | *dyēus               | D(i)yáus        | Zeus                  |
| Accusativus | *dyēum               | D(i)yām (Divam) | Zên (Diwa)            |
| Vocativus   | *dyēu                | D(i)yaus        | Zeū                   |
| Locativus   | *dyeuwi / dyēu       | Dyávi           | Diwí                  |
| Dativus     | *diwéi               | Divé            | Diwé (Myceens: di-we) |
| Genitivus   | *diwés               | Divás           | Diwós                 |

Het Indo-Europees had een formeel woord voor 'vader', namelijk *ph2tér. Vandaar onder andere het Oudierse athair, Latijnse pater, Nederlandse vader, Armeense hayr, Oudindische pitar en Tochaarse pacar. Daarnaast bestonden informele woorden, zoals *papa. Gezien de grote verbreiding van beide woorden, zijn ze waarschijnlijk Proto-Indo-Europees.

## Reconstructie

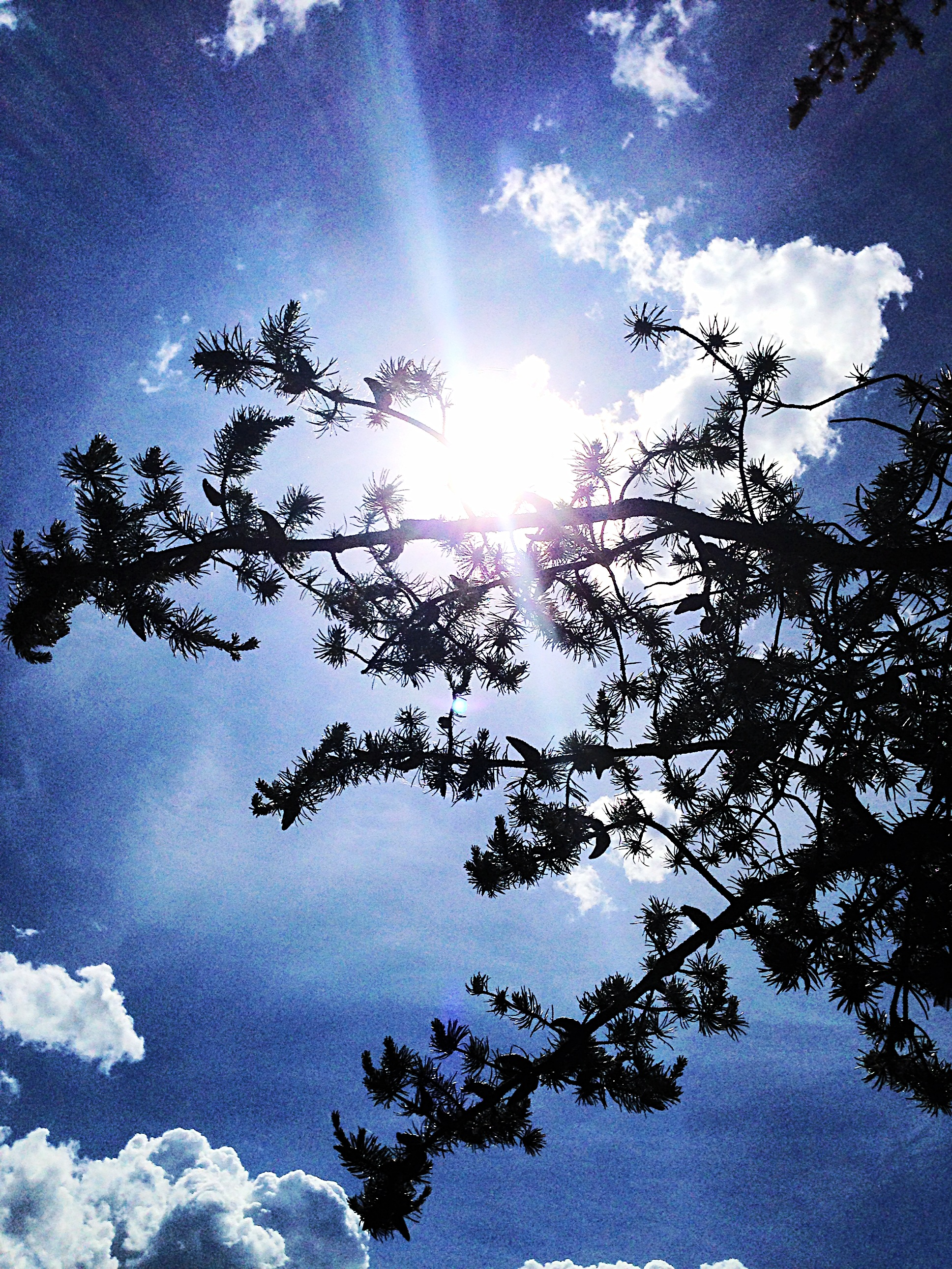
De heldere hemel is vermoedelijk al sinds de vroege steentijd voorwerp van verering.

Men vermoedt dat de hemel reeds in het paleolithicum werd vergoddelijkt en vereerd. De reden voor de vermoede ouderdom is enerzijds omdat mythen die met de hemel verband houden, doorgaans oud zijn, en anderzijds omdat de hemel altijd overal duidelijk aanwezig is. De hemel is dus een primair onderdeel van de wereld, met onweer, storm, regen, kometen, regenbogen en eeuwige sterren en hemellichamen. Dat alles lag buiten de invloedssfeer van de mens, maar andersom had de alles overkoepelende hemel met bijvoorbeeld regen en zon wel invloed op het aardse leven. Daarom is het oude geloof in een hemelgod plausibel. Vergelijkend onderzoek suggereert een vroeg geloof in een hemelgod bij zowel de Indo-Europeanen als Semieten, waar hij nu eens gold als opperwezen van de stam, vaak abstract en passief, of als schepper en bestuurder van de kosmos.
In veel Indo-Europese tradities komt een god voor die de hemel representeert, aan het hoofd van het pantheon staat en/of de vader van mensen en goden is. Door het overgeleverde lexicale materiaal is de hemelvader een van de zeer weinige godheden die gereconstrueerd is op zuiver taalkundige en niet structurele basis. *Dyeus was niet het standaardwoord voor 'god' en komt als zodanig dus ook niet voor in geboekstaafde, Indo-Europese overleveringen. De afgeleide vormen, zoals Jupiter en Dyaus, verwijzen naar een specifieke god. De grote verbreiding van de naam, in combinatie met het epitheton 'vader', suggereert vervolgens een gemeenschappelijke oorsprong, en niet afzonderlijke, regionale ontwikkeling. Mogelijk is hij de oudste god van de Indo-Europeanen. Dyeus ontwikkelde zich op verschillende wijzen in de Indo-Europese takken.

### 'Hemelvader'
Belangrijke argumenten voor de reconstructie zijn het Latijnse Jove, Oudgriekse Zeus en Oudindische Dyaus, omdat zij vroege vermeldingen zijn in drie gescheiden taalgemeenschappen. Hun etymologie is identiek. Ze hebben daarbij de toevoeging 'vader'. In de drie talen zijn namelijk vocatieve vormen overgeleverd: Latijn Jupater/Jupiter, Oudgrieks Zeū páter, Oudindisch Dyaus pita. Daarnaast komen nominatieve vormen voor: Latijn Jupiter/Diuspiter, Oudgrieks Zeús patér, Oudindisch Dyáus pitá. Deze goden werden beschouwd als hemelgoden, bijvoorbeeld blijkens formuleringen als sub Iove, 'in de open lucht'. Bij de Grieken en Romeinen absorbeerde de hemelvader de eigenschappen van de Indo-Europese dondergod Perkwunos, terwijl in India Dyaus naar de achtergrond verdween en overschaduwd werd door concretere goden, zoals Indra. Laatste is niet ongebruikelijk bij oergoden en in het bijzonder hemelgoden. In de Mahabharata wordt Dyaus' rol geheel overgenomen door de held Bhisma.

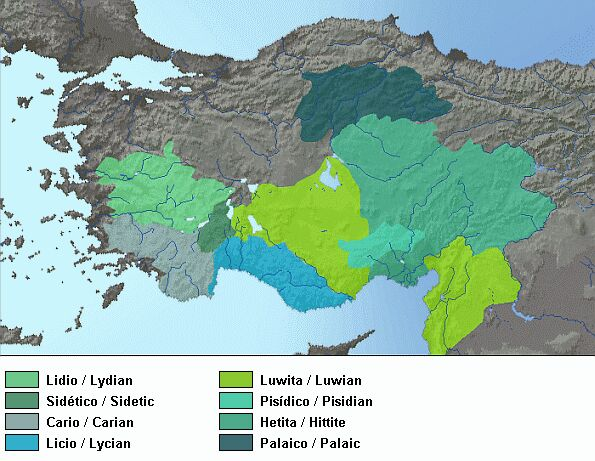
Een diachrone voorstelling van de uitgestorven Anatolische taalgroep. In de Anatolische tak raakte het Indo-Europese pantheon op de achtergrond. De zon werd belangrijker als centrale godheid.

Dat de titel vader Proto-Indo-Europees is en hoort bij de hemelgod, wordt gesuggereerd door de grote verbreiding van woorden die cognaten zijn van *phater. In diverse Italische talen komt dezelfde samenstelling voor als bij de Romeinen. Ook het Illyrische Deipaturos past in het patroon. Niet etymologisch maar wel semantisch verwant zijn de Thracische (namelijk Bythinische) en Scythische namen. Papías, Pappṓos en Papaios stammen van *papa, een informeel woord voor 'vader', gelijk aan pappa. In de Baltische, Slavische, Germaanse en Keltische talen is het materiaal schaars, zowel voor *dyeus als voor de titel vader. In het Lets is de formatie Dievs Debess tēvs overgeleverd, 'God, vader van de hemel', alsmede tebo Deves, 'vader God'. Verwant is het Oudierse in Dagdae Oll-athair 'de goede God grote vader', een verbastering van *sindos dago-deiwos ollo [p]atir. Het Oudrussische Stribogu, de naam van een god, is onzeker. De etymologie is mogelijk stri-bogu, 'god-vader'. Stri- komt van *ptr-, 'vader'. Bog 'god' heeft dan de plaats van het woord voor 'hemel' mogelijk ingenomen.

### Overig materiaal
*Dyeus ging in de Anatolische groep verwijzen naar 'god' in het algemeen of naar de zonnegod. De oorspronkelijke hemelgod werd vereenzelvigd met de zon, wellicht door substraatwerking van bijvoorbeeld de autochtone, Hattische cultuur. De connotatie van 'hemelse straling' bleef hiermee wel bewaard. Lexicaal en semantisch materiaal bleef echter in gebruik om naar de centrale godheid te verwijzen. Het Hettitische Sius, Luwische Tiwaz en Palaïsche Tiyaz gaan terug op het proto-Anatolische *díwot, een cognaat van *dyeus. Ook hier wordt de hemelgod 'vader' genoemd, respectievelijk attaš, tatiš en papaz. Deze worden stammen niet af van *phater, maar betekenen hetzelfde. De eerste twee gaan terug op het informele, Proto-Indo-Europese *at-, en de laatste op het eveneens informele *papa.
Germaans materiaal is erg schaars. Etymologisch gezien komt Tyr, naam van de oorlogsgod en kenning voor Odin en Thor, van het Proto-Indo-Europese, generische *deiwos, niet van *dyeus. Odin gaat net als Wodan terug op het Germaanse *Woðanaz, 'heer van razernij'. Het is mogelijk dat deze godheid aspecten van Dyeus heeft overgenomen. In de Noordse mythologie wordt Odin de 'vader van allen' (alfǫðr) genoemd. Hij heeft de hoogste positie en overziet, net als Zeus, de gehele wereld, beginnend bij zonsopgang. Tot slot het Albanese Perëndi, 'hemel'/'God'. Het is geanalyseerd als perën (Perun de dondergod, zie Perkwunos) + di 'god/Dyeus'.

## Karakterisering
Waarschijnlijk waren Proto-Indo-Europese goden geassocieerd met de lucht of hemel, zoals de etymologie van *deiwos ook suggereert. Enkele gereconstrueerde Proto-Indo-Europese goden zijn dan ook de Zon, Zonnedochter, Dageraad en de dondergod Perkwunos. De hemelgod Dyeus sluit hier bij aan.

### Vader

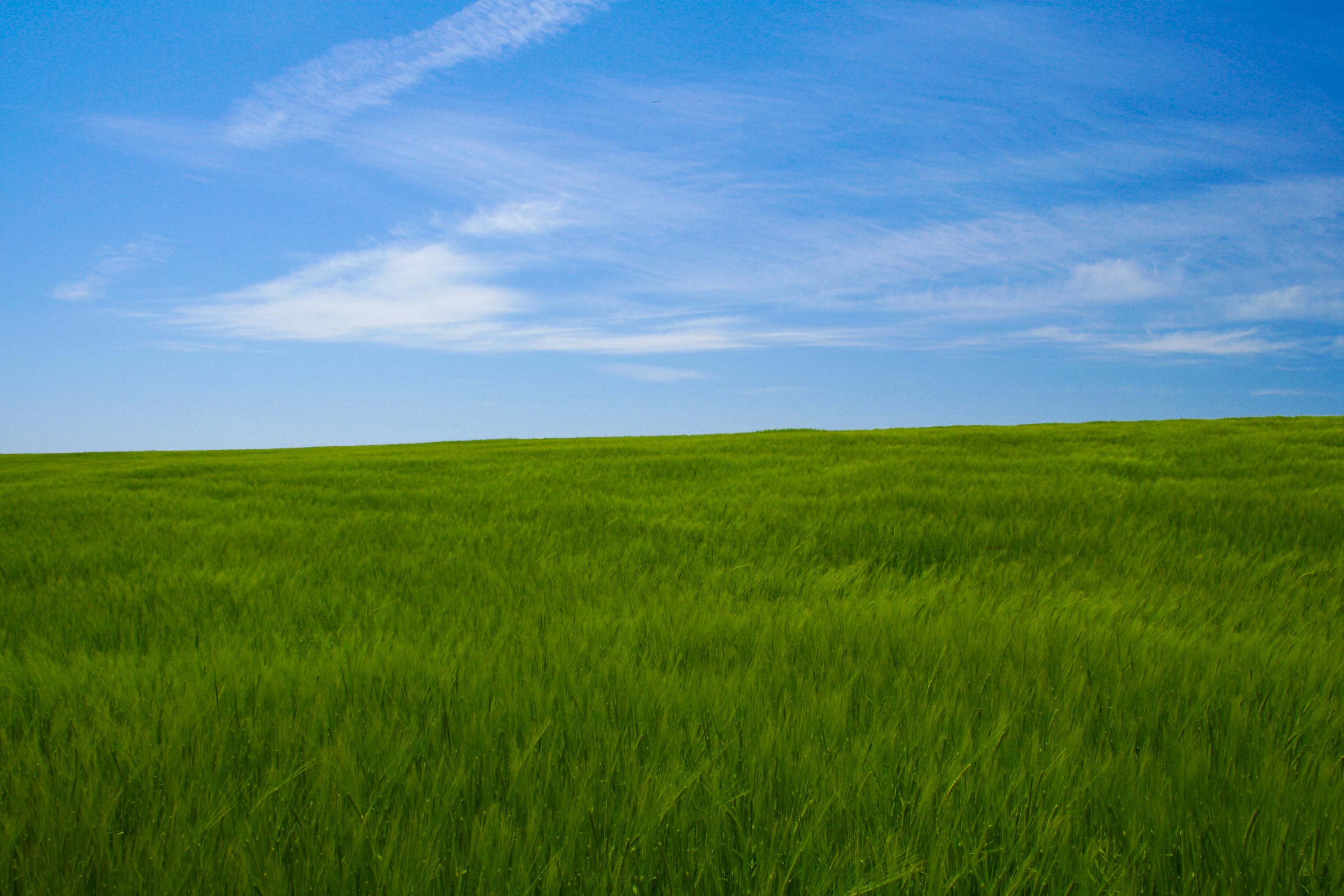
De Indo-Europese woorden voor 'helder', 'dag', 'hemel' en 'god' zijn verwant. De (mannelijke) heldere hemel vormde volgens Indo-Europeanen de tegenpool van de (vrouwelijke) aarde, zoals ook de goden de tegenpool van de sterfelijke mensen waren.

Het is niet geheel duidelijk of de titel van vader alleen verwees naar Dyeus als schepper en vader van goden, of dat de titel uitdrukking moest geven aan eerbied en de autoritaire macht van Dyeus (vergelijk de Romeinse pater familias). In de overwegend patriarchale Indo-Europese cultuur had de vader wellicht betrekkelijk grote invloed, terwijl familietermen mogelijk op meer dan alleen bloedverwanten werden toegepast. In Grieks, Avestaans, Vedisch en mogelijk Romeins materiaal komt de formule '[Dyeus] vader en verwekker' voor, semantisch en etymologisch verwant, van het Proto-Indo-Europese *ph2tḗr genh1tōr. Vermoedelijk werd Dyeus voorgesteld als de vader van goden zoals de Goddelijke Tweeling, de Zonnedochter en de dondergod Perkwunos.
De Vedische Dyaus werd bijvoorbeeld gezien als de vader van de goddelijke tweeling, Asvins, en de godin Usas, dageraad. De Oudindische Asvins komen overeen met de Griekse Dioskourai en Baltische en Germaanse mannelijke duo's (te paard). Usas komt in naam en functie overeen met de Griekse Eos, wier epitheton dîa is, van *díwya, 'van Zeus'. Daarbij wordt de vrouwelijke zon in een Litouws lied Diẽvo dukrýte, 'dochter van God'. Het ermee corresponderende Griekse Diòs thugáter werd gebruikt voor diverse godinnen alsmede Helena. Mogelijk heeft Helena eigenschappen van de Dageraad overgenomen, zoals schoonheid en aantrekkelijkheid. Het materiaal suggereert een Middel-Indo-Europese oorsprong. Dat betekent niet dat Dyeus oorspronkelijk de heerser óver alle goden was. Dat is niet waarschijnlijk.
Vermoedelijk vormde Dyeus een paar met de aarde, die als vrouwelijk werd voorgesteld, die gereconstrueerd is als *diwōneh2. Vandaar dat de Vedische Dyaus als vader gekoppeld wordt aan Pṛthivī als moeder, die 'de goden als zonen hebben'. Door middel van regen bevrucht Dyaus de aarde, waaruit alle dingen voortkomen. In Hettitische verhandelingen waarin allerlei kosmische wezens worden aangeroepen, verschijnen hemel en aarde als paar. In oud-Griekse literatuur geldt Zeus als vader van allen, en Ge/Gaia als moeder van allen, inclusief goden. Gaia vormt echter een paar met Ouranos. Oorspronkelijk was hij mogelijk de verpersoonlijkte nachtelijke hemel als tegenhanger van Dyeus. Terwijl Zeus een prominentere en concretere god werd, nam Ouranos deels zijn eigenschap als oervader over. Zeus ging een paar vormen met Demeter en Semele, eveneens Indo-Europese manifestaties van een Moeder Aarde, mogelijk door Grieken overgenomen van naburige culturen. Demeter (de + meter, 'moeder') baarde na haar gemeenschap met Zeus Persephone. Zij was nauw verbonden met de groei van gewassen. Semeles zoon is Dionysus, die eveneens nauw verbonden is met de natuur en vitaliteit.
Elders komt het paar ook voor. De Scythen zouden Aarde als echtgenote van Papaios hebben beschouwd. In het Messapisch, wellicht een Illyrische taal, is de naam Damatura overgeleverd, maar het koppel van hemel en aarde wordt als zodanig niet vermeld. Oude religieuze bronnen in de Romeinse godsdienst zijn er niet. In de Noordse mythologie gold Odin als 'alvader' en echtgenoot van Iǫrð, 'aarde'. Dit is een structureel argument om aan te nemen dat Odin de rol van de hemelvader heeft overgenomen. Daarnaast wordt in een Oudengels gebed gezegd dat de aarde vruchtbaar wordt 'in Gods omhelzing', waarbij heidense en christelijke denkbeelden samensmelten.

### Dag versus nacht

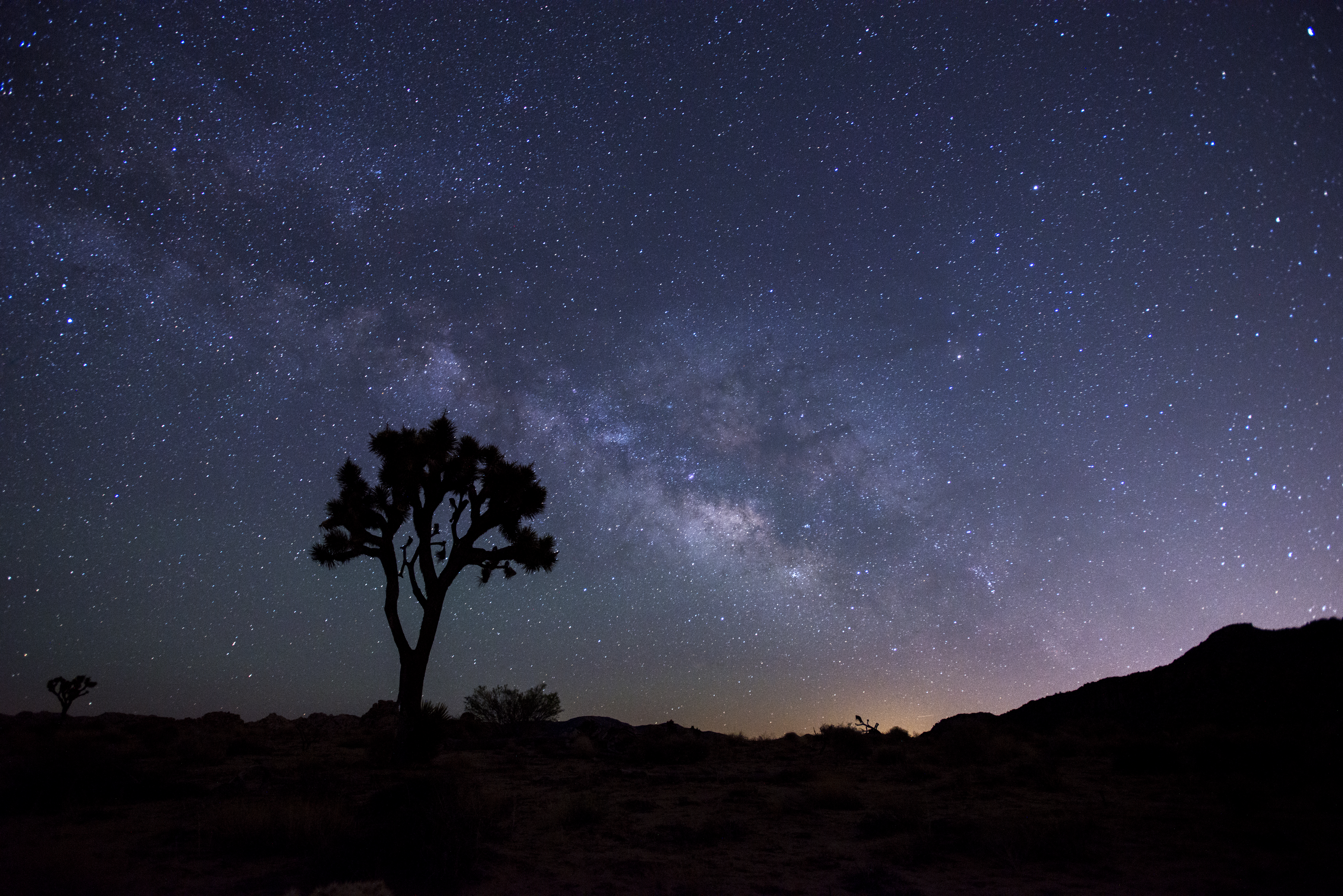
Dyeus heerste oorspronkelijk waarschijnlijk niet over de nacht. De nacht werd eveneens verpersoonlijkt en geldt vermoedelijk als oorsprong voor onder andere de god Ouranos.

Zoals zijn etymologie suggereert, was Dyeus wellicht de god van de hemel bij dag, niet bij nacht. Dat geldt bijvoorbeeld ook voor Zeus. Dyeus' tegenhanger was vermoedelijk *Worunos, van *wer- 'bedekken' + *-nos- 'heer (van)'. Vandaar het Griekse Ouranos en Oudindische Varuna, die beide een centrale positie hebben ingenomen in het pantheon, en het Baltische Velenas/Velinas (> Velnias). Misschien zijn tevens het Hettitische wurun- (gebruikt als deel van godennamen) en Mitanni uru-wna-asil verwant. In oud-Griekse literatuur werd van Zeus bijvoorbeeld gezegd dat hij de dag bracht, terwijl Ouranos de nacht bracht. Worunos had mogelijk een meer sinister karakter. In de Iraanse religie verdrong hij Dyeus. Wellicht is de zoroastrische Ahura Mazda er uit voortgekomen. Dat het om een Indo-Europees koppel gaat, wordt gesuggereerd doordat Zeus over rechtvaardigheid, de eed, morele orde en bestraffing van valsheid gaat, eigenschappen die hij overnam van Ouranos, terwijl de Vedische Varuna dezelfde eigenschappen heeft.

### Alwetend
De hemel bedekt de aarde, en de hemellichamen kijken daar op neer. Vandaar dat hemelgoden als alziend en alwetend wordt voorgesteld, eigenschappen die bij andere godheden zelden voorkomen. Daarom werd Dyeus mogelijk beschouwd als een god die alles zag en wist, en die per implicatie over de morele orde heerste. Een epitheton van Zeus was eurúopa, dat oorspronkelijk waarschijnlijk 'met verrijkend zicht' betekende. Hesiodus waarschuwde dat Zeus alles zag, en in tragedies wordt de oppergod 'alziend' genoemd. De Noordse Odin overzag de wereld, zocht naar kennis en had twee raven die hem nieuws brachten. De Vedische Dyaus gold als alwetend (visvávedas-). Hetzelfde geldt voor Varuna en de Perzische Ahura Mazda, die Dyeus verdrongen hadden. De Romeinen kenden een Dius Fidius (diūs > *dyéus), god van de eed en verbonden met Jupiter. Ook de Luwiërs kenden een 'Tiwaz van de eed'. De Grieken riepen eveneens Zeus aan bij het zweren van een eed.

### Glimlachend
Mogelijk noemde men Dyeus de 'glimlachende', waarvoor het Proto-Indo-Europees de wortel *smei had (vergelijk Engels smile). De Romeinse dichter Quintus Ennius schreef dat Jupiter glimlachte. Homerus vermeldde een paar keer dat 'de wolkenverzamelende' Zeus, 'vader van mensen en goden', glimlachte. In de Rig-Veda worden wolken en bliksem beschreven als een glimlach van Dyaus.